# Pachylomalus victor
Pachylomalus victor är en skalbaggsart som först beskrevs av Sylvain Auguste de Marseul 1864.  Pachylomalus victor ingår i släktet Pachylomalus och familjen stumpbaggar. Inga underarter finns listade i Catalogue of Life.